# Kfar Ja'bec
Kfar Ja'bec (hebrejsky כְּפַר יַעְבֵּץ, doslova „Ja'becova vesnice“, v oficiálním přepisu do angličtiny Kefar Ya'bez, přepisováno též Kfar Ya'betz) je vesnice typu mošav v Izraeli, v Centrálním distriktu, v Oblastní radě Lev ha-Šaron.

## Geografie
Leží v nadmořské výšce 53 metrů na pomezí hustě osídlené a zemědělsky intenzivně využívané pobřežní nížiny, respektive Šaronské planiny, a kopcovitých oblastí podél Zelené linie oddělujících vlastní Izrael v mezinárodně uznávaných hranicích od okupovaného Západního břehu Jordánu. Východně od vesnice protéká Nachal Alexander.
Obec se nachází 13 kilometrů od břehu Středozemního moře, cca 28 kilometrů severovýchodně od centra Tel Avivu, cca 60 kilometrů jižně od centra Haify a 13 kilometrů jihovýchodně od města Netanja. Kfar Ja'bec obývají Židé, přičemž osídlení v tomto regionu je etnicky smíšené. Západním směrem v pobřežní nížině je osídlení ryze židovské. Na sever, jih a východ od mošavu ovšem leží téměř souvislý pás měst a vesnic obývaných izraelskými Araby - takzvaný Trojúhelník. Konkrétně jde o města Kalansuva (na severu), Tajbe (na východě) a Tira (na jihu). 4 kilometry od vesnice probíhá navíc Zelená linie a za ní stojí arabské (palestinské město) Tulkarm.
Kfar Ja'bec je na dopravní síť napojen pomocí lokální silnice číslo 553. Východně od mošavu probíhá severojižním směrem dálnice číslo 6 (Transizraelská dálnice).

## Dějiny
Kfar Ja'bec byl založen v roce 1932. Vesnice je pojmenována podle rabína Ze'eva Ja'bece. Koncem 40. let měl Kfar Ja'bec rozlohu katastrálního území 940 dunamů (0,94 kilometru čtverečního).
Během války za nezávislost v roce 1948 vesnici opustili místní obyvatelé a založili si novou osadu Ge'ulej Tejman cca 15 kilometrů severozápadně odtud. Po válce sem pak přišli noví osadníci z řad židovských přistěhovalců z Polska a Rumunska a roku 1954 velká skupina Židů z Jemenu.
Správní území obce dosahuje 3800 dunamů (3,8 kilometrů čtverečních). Místní ekonomika je založena na zemědělství (pěstování citrusů a květin, chov drůbeže).

## Demografie
Podle údajů z roku 2014 tvořili naprostou většinu obyvatel v Kfar Ja'bec Židé (včetně statistické kategorie "ostatní", která zahrnuje nearabské obyvatele židovského původu ale bez formální příslušnosti k židovskému náboženství).
Jde o menší sídlo vesnického typu s dlouhodobě rostoucí populací. K 31. prosinci 2014 zde žilo 635 lidí. Během roku 2014 populace stoupla o 3,9 %.
| Rok            | 1948 | 1961 | 1972 | 1983 | 1995 | 2001 | 2003 | 2004 | 2005 | 2006 | 2007 | 2008 | 2009 | 2010 | 2011 | 2012 | 2013 | 2014 |
| -------------- | ---- | ---- | ---- | ---- | ---- | ---- | ---- | ---- | ---- | ---- | ---- | ---- | ---- | ---- | ---- | ---- | ---- | ---- |
| Počet obyvatel | 157  | 335  | 377  | 322  | 343  | 485  | 510  | 481  | 484  | 494  | 517  | 546  | 566  | 589  | 607  | 625  | 635  | 660  |